# Nicrophorus ussuriensis
Nicrophorus ussuriensis är en skalbaggsart som beskrevs av Gaston Portevin 1923. Nicrophorus ussuriensis ingår i släktet Nicrophorus och familjen asbaggar. Inga underarter finns listade i Catalogue of Life.